# Patient Number 9
Patient Number 9 es el decimotercer y último álbum de estudio como solista del cantante británico Ozzy Osbourne. Fue publicado el 9 de septiembre de 2022 por la discográfica Epic Records. El primer sencillo del disco, la canción «Patient Number 9», fue publicada como adelanto el 24 de junio de 2022 con Jeff Beck en la guitarra líder un videoclip dirigido por Todd McFarlane. Un mes después, el cantante estrenó el segundo sencillo, titulado «Degradation Rules», con Tony Iommi como guitarrista.
Además de Iommi y Beck, participaron en la grabación del disco otros músicos como Zakk Wylde, Robert Trujillo, Chad Smith, Taylor Hawkins, Eric Clapton, Duff McKagan, Mike McCready y Josh Homme. Las canciones fueron compuestas por Osbourne, Watt, Trujillo, Smith y Ali Tamposi.

## Antecedentes y grabación

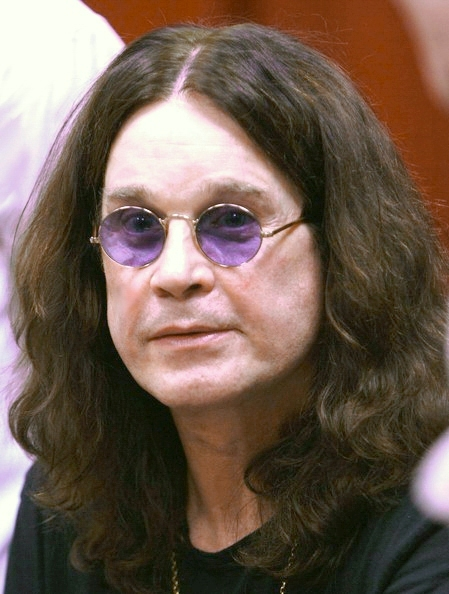
Patient Number 9 es el decimotercer álbum de estudio de Ozzy Osbourne (en la imagen).

Después de producir Ordinary Man, el duodécimo álbum de estudio de Ozzy Osbourne —publicado en febrero de 2020—, Andrew Watt manifestó en una entrevista con Guitar World en diciembre del mismo año que, a pesar de las dificultades de desplazamiento generadas por la pandemia de COVID-19, se había logrado reunir con Osbourne y con su ingeniero de sonido en el estudio para realizar las primeras sesiones de grabación de un nuevo álbum. En la misma entrevista aseguró:

Esta vez todo el mundo va un poco más despacio y nos tomamos un poco más de tiempo. Y en cuanto a las canciones, hay algunas de ocho o nueve minutos de duración que son viajes realmente locos. Estoy muy emocionado por ello.

Osbourne manifestó a través de sus redes sociales en enero de 2021 que se encontraba en el estudio grabando un nuevo trabajo discográfico. Luego de confirmar en noviembre del mismo año la participación en una de las canciones del guitarrista Tony Iommi, compañero de Osbourne en Black Sabbath, en diciembre Watt afirmó que la banda estaba a «mitad de camino» de la grabación, y reveló que el bajista Robert Trujillo y los bateristas Chad Smith y Taylor Hawkins se encontraban colaborando en el proceso. También manifestó que Osbourne quiso contar con el aporte del guitarrista Jimmy Page, pero no logró contactarlo para hacerle el ofrecimiento formalmente.
En abril de 2022, Chad Smith confirmó la participación de los músicos Eric Clapton, Jeff Beck, Zakk Wylde, Duff McKagan, Josh Homme y Mike McCready en la grabación. El mismo mes, Osbourne anunció la finalización de las sesiones y reveló que el disco sería distribuido por la discográfica Epic Records.

## Lanzamiento

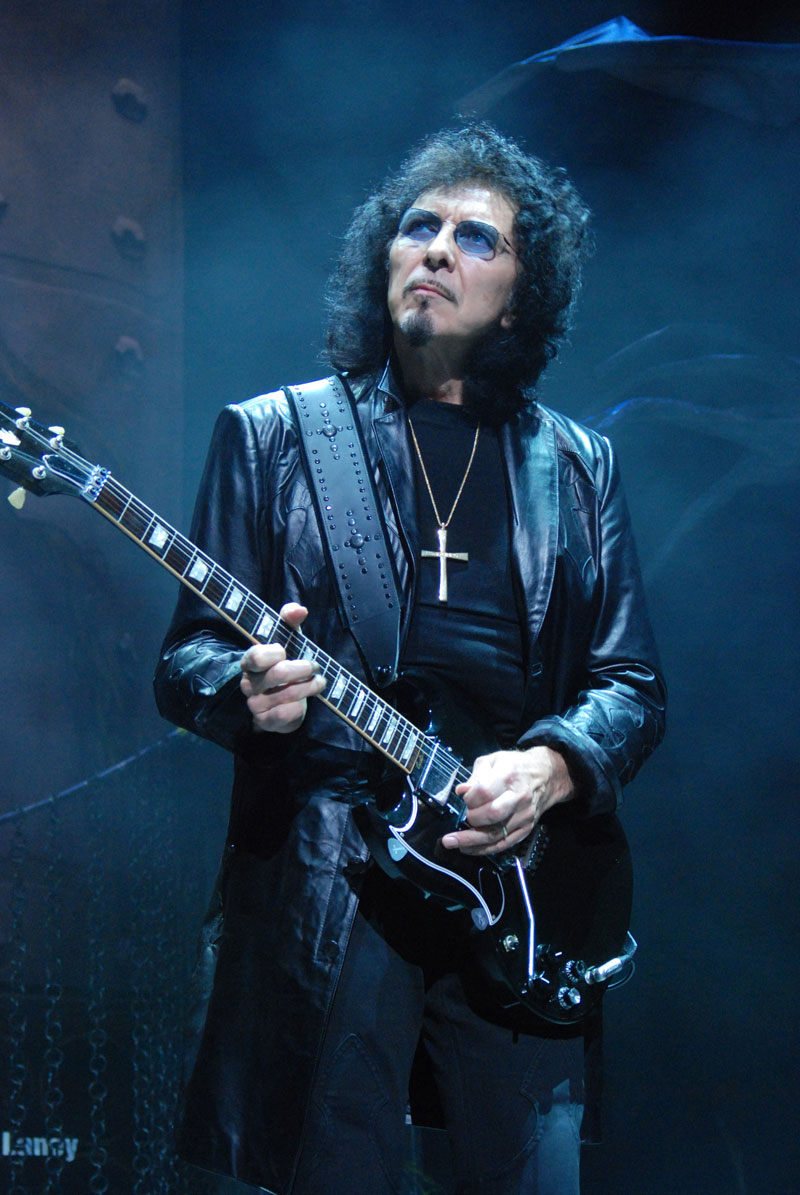
Tony Iommi, compañero de Osbourne en Black Sabbath, aportó la guitarra en el segundo sencillo, «Degradation Rules».

El 24 de junio de 2022, se estrenó a través de la plataforma YouTube el primer sencillo del álbum, titulado «Patient Number 9». Jeff Beck se encargó de aportar la guitarra líder en la canción; al respecto, Osbourne comentó: «Tener a alguien como Jeff Beck tocando en mi álbum es simplemente increíble, es un honor total. No hay ningún otro guitarrista que toque como él y su solo en "Patient Number 9" es simplemente asombroso».
El mismo día del lanzamiento del sencillo, Rolling Stone reveló que el título oficial del disco sería Patient Number 9, y que el 9 de septiembre del mismo año llegaría a las tiendas. Por su parte, el portal Ultimate Classic Rock dio a conocer en esa fecha la lista de las trece canciones que compondrían el disco, así como los artistas que colaborarían en cada una de ellas. El 22 de julio fue publicado el segundo sencillo del disco, titulado «Degradation Rules», con la participación en guitarras de Tony Iommi. Acerca de trabajar de nuevo con su excompañero en Black Sabbath, el cantante manifestó que fue «realmente genial» trabajar con él, y lo definió como «el maestro del riff» y como alguien a quien «nadie lo puede superar en ese aspecto».

## Temática y composición
En junio de 2022, el portal Blabbermouth reveló que las canciones de Patient Number 9 fueron escritas por Osbourne, Watt, Trujillo, Smith y Ali Tamposi. Para crear la letra del sencillo homónimo «Patient Number 9», Osbourne tomó como inspiración los problemas de salud mental que experimentó su esposa Sharon en 2020, época en la que intentó suicidarse y debió ser internada en una institución mental. El videoclip de la canción combina imágenes creadas por el historietista Todd McFarlane con grabaciones reales de Osbourne como un paciente en un hospital psiquiátrico que «intenta pelear contra sus demonios».
«Degradation Rules» relata la historia de un hombre adicto a la masturbación, ayudado por «pequeñas y pegajosas revistas». Osbourne confirmó la temática de la canción en una entrevista con el guitarrista Billy Morrison en su programa radial de Sirius XM, Ozzy Speaks.

## Lista de canciones
1. «Patient Number 9» (feat. Jeff Beck) - 7:21
2. «Immortal» (feat. Mike McCready) - 3:03
3. «Parasite» (feat. Zakk Wylde) - 4:05
4. «No Escape From Now» (feat. Tony Iommi) - 6:46
5. «One of Those Days» (feat. Eric Clapton) - 4:40
6. «A Thousand Shades» (feat. Jeff Beck) - 4:26
7. «Mr. Darkness» (feat. Zakk Wylde) - 5:35
8. «Nothing Feels Right» (feat. Zakk Wylde) - 5:35
9. «Evil Shuffle» (feat. Zakk Wylde) - 4:10
10. «Degradation Rules» (feat. Tony Iommi) - 4:10
11. «Dead and Gone» - 4:32
12. «God Only Knows» - 5:00
13. «Darkside Blues» - 1:47